# Iłona Prokopewniuk
Iłona Mykołajiwna Prokopewniuk (ukr. Ілона Миколаївна Прокопевнюк; ur. 29 października 1997) – ukraińska zapaśniczka walcząca w stylu wolnym. Brązowa medalistka mistrzostw świata w 2022; piąta w 2021. Brązowa medalistka mistrzostw Europy w 2018 i 2022. Trzecia w indywidualnym Pucharze Świata w 2020. 
Trzecia na ME juniorów w 2017. Druga na MŚ U-23 w 2017 i 2018, trzecia w 2019. Pierwsza na ME U-23 w 2018 i 2019 roku.